# Sopřečsky Rybník
Sopřečsky Rybník är en sjö i Tjeckien.   Den ligger i regionen Pardubice, i den centrala delen av landet, 80 km öster om huvudstaden Prag. Sopřečsky Rybník ligger 216 meter över havet. Arean är 0,74 kvadratkilometer.Omgivningarna runt Sopřečsky Rybník är en mosaik av jordbruksmark och naturlig växtlighet. Den sträcker sig 1,1 kilometer i nord-sydlig riktning, och 1,0 kilometer i öst-västlig riktning.
Följande samhällen ligger vid Sopřečsky Rybník:
- Sopřeč (268 invånare)